# Maurice Reymond de Broutelles
Pour les articles homonymes, voir Reymond.
Maurice Reymond de Broutelles, né à Genève le 26 avril 1862, établi à Paris et mort le 17 novembre 1936 à Châtenay-Malabry, est un sculpteur, graveur et peintre franco-suisse dont les œuvres les plus connues sont érigées en Suisse.

## Biographie
Maurice Reymond de Broutelles naît Maurice Hippolyte Reymond le 26 avril 1862,, à Genève. 
Fils d'Auguste Reymond, horloger, et de Julie Decroux, tous deux originaires de la Vallée de Joux, il est également le beau-frère de l'écrivain J.-H. Rosny jeune.
Il effectue ses humanités au Collège de Genève, depuis rebaptisé Collège Calvin, puis devient instituteur. Afin de gagner l'argent nécessaire à sa formation artistique, il s'engage comme jeune précepteur en Russie, dans une famille de l’aristocratie impériale. Il s’inscrit par la suite à l’École des Beaux-Arts, à Paris, et à l’Académie Julian. Il y est l’élève  du sculpteur néo-classique Henri Chapu, mais aussi du peintre Félix-Joseph Barrias. Il bénéficie sur cette période, pendant trois ans, d'une petite pension versée par un mécène genevois du nom de Lissignol.
À Paris, Maurice demeure au 12, rue de Seine, du moins jusqu’à son mariage en 1889. Il épouse le 15 mai 1889, à l'église Saint-Philippe-du-Roule, Caroline de Broutelles (1865-1940), fille du capitaine de frégate Ernest de Broutelles, féministe très en vue, directrice de trois magazines (La Vie Heureuse, La Mode pratique, Le Conseil des femmes) très engagés dans l’émancipation des femmes, et qui cofonde en 1904 le Prix littéraire Vie Heureuse plus tard devenu le Prix Femina. Son maître, Henri Chapu, est son témoin de mariage. Il ajoute dès lors à son propre nom celui de son épouse. Ils résident boulevard Saint-Michel avant de s’établir au 26, rue Vavin, dans l’édifice avant-gardiste construit par Henri Sauvage et Charles Sarazin où ils mènent une existence très mondaine et où le jury du Prix Femina se réunit durant quelques années, cependant que leur propriété de campagne est située à Châtenay-Malabry.
Naturalisé français en 1918, à la suite de la tragique disparition de son fils Henri, jeune aviateur mort pour la France, célèbre en son temps,, Maurice Reymond de Broutelles est aussi président de la section parisienne de la Société des peintres, sculpteurs et architectes suisses et le créateur de l’Association des Artistes suisses. À ce titre, il est un lien et un soutien pour les artistes de son pays d’origine qui séjournent à Paris.
Quand il s’éteint, le 17 novembre 1936 à Châtenay-Malabry, il est inhumé dans sa propriété de la Croix de Clamart, près de Paris, « dans un site admirable d’où la vue s’étend sur les coteaux boisés et le début de la Vallée de Chevreuse » écrit, pour saluer sa disparition, le sculpteur animalier Édouard-Marcel Sandoz qui ajoute :  « Le calme de ce paysage me rappelle le caractère toujours égal du défunt, ne cherchant jamais à se mettre en avant, toujours prêt à aider ceux qui l’approchaient, et à leur sourire ».

## Œuvre
Sculpteur avant tout, mais aussi peintre et graveur (il acquiert un temps l’antique imprimerie Fick, à Genève, qui avait édité Un Souvenir de Solférino d’Henry Dunant, afin d’y faire éditer ses gravures), Maurice Reymond de Broutelles voit les premières œuvres sorties de son atelier parisien entrer dans les collections du Musée Rath à Genève (Le Calme et Buste d’enfant) ou orner la façade de l’Hôtel des postes de cette ville, rue du Mont-Blanc (statues de la Polynésie et de l’Amérique du Sud). 
À Paris, il expose au Salon des artistes français, au Salon des indépendants, au Salon d’Automne. Il présente également ses ouvrages au cours des expositions universelles de 1889 et de 1900. Il y est récompensé successivement par une médaille de bronze et une médaille d’argent. En outre, il est chargé, en tant que Genevois de naissance, d’y accueillir les délégations d’artistes suisses. En 1903, on l’expose à la Biennale de Venise. Et il se range à la deuxième place lors du concours lancé pour l’édification des statues du Mur des réformateurs, à Genève, pour lequel il conçoit un projet monumental. 
On lui doit encore un buste du poète Stéphane Mallarmé auquel il était très lié, buste aujourd’hui perdu, mais dont on a retrouvé une reproduction photographique au Musée d’Orsay ; un buste du philosophe Henri-Frédéric Amiel, exposé à l’Université de Genève ; une statue du réformateur Pierre Viret, à Lausanne ; deux imposantes statues de bronze, Le Chroniqueur du passé et Le Chroniqueur du présent (dites aussi Histoire ancienne et Histoire moderne) qui encadrent l’entrée d’honneur du Palais fédéral à Berne.
À son actif également, l’imposante statue du Major Davel qui orne la place du Château à Lausanne. Il participe pour cela au concours lancé par le gouvernement vaudois en 1893 et il en est le lauréat le 16 mai 1895. Le monument est inauguré en grand pompe le 14 novembre 1898. Pour être fidèle à la réalité historique, le sculpteur fait réaliser un vêtement militaire semblable à celui que portait le major. « Mais l’uniforme neuf, relatera le journal La Patrie suisse le 23 novembre 1898, n’a d’abord pas les plis voulus. Pour leur donner le “vécu” nécessaire, le sculpteur le porte durant plusieurs jours lors de ses promenades à la campagne, provoquant l’étonnement de ceux qui croisent ce personnage dans un accoutrement guerrier du XVIIIe siècle. ».

## Sculptures majeures
- Le Calme (plâtre) et Buste d’enfant (bronze), Musée Rath, Genève.
- Statues de La Polynésie et de L’Amérique du Sud sur la façade principale du bâtiment de l'Hôtel des postes de Genève.
- Buste en bronze d’Henri-Frédéric Amiel, université de Genève.
- Étude, buste en bronze, musée de Winterthur.
- Monument en bronze du Major Davel, Lausanne (1898).
- La Rage (bas-relief).
- Un damné (marbre, d’après Dante).
- Bustes en bronze de Mathias Morhardt et de Félix Vallotton.
- Statues en bronze Le Chroniqueur du passé et Le Chroniqueur du présent, de chaque côté de l’entrée principale du Palais fédéral à Berne (1901).
- Allégories de La Sagesse, de La Force et du Courage, Palais fédéral, Berne.
- Statue d’Alexandre Vinet, 1900, Lausanne.

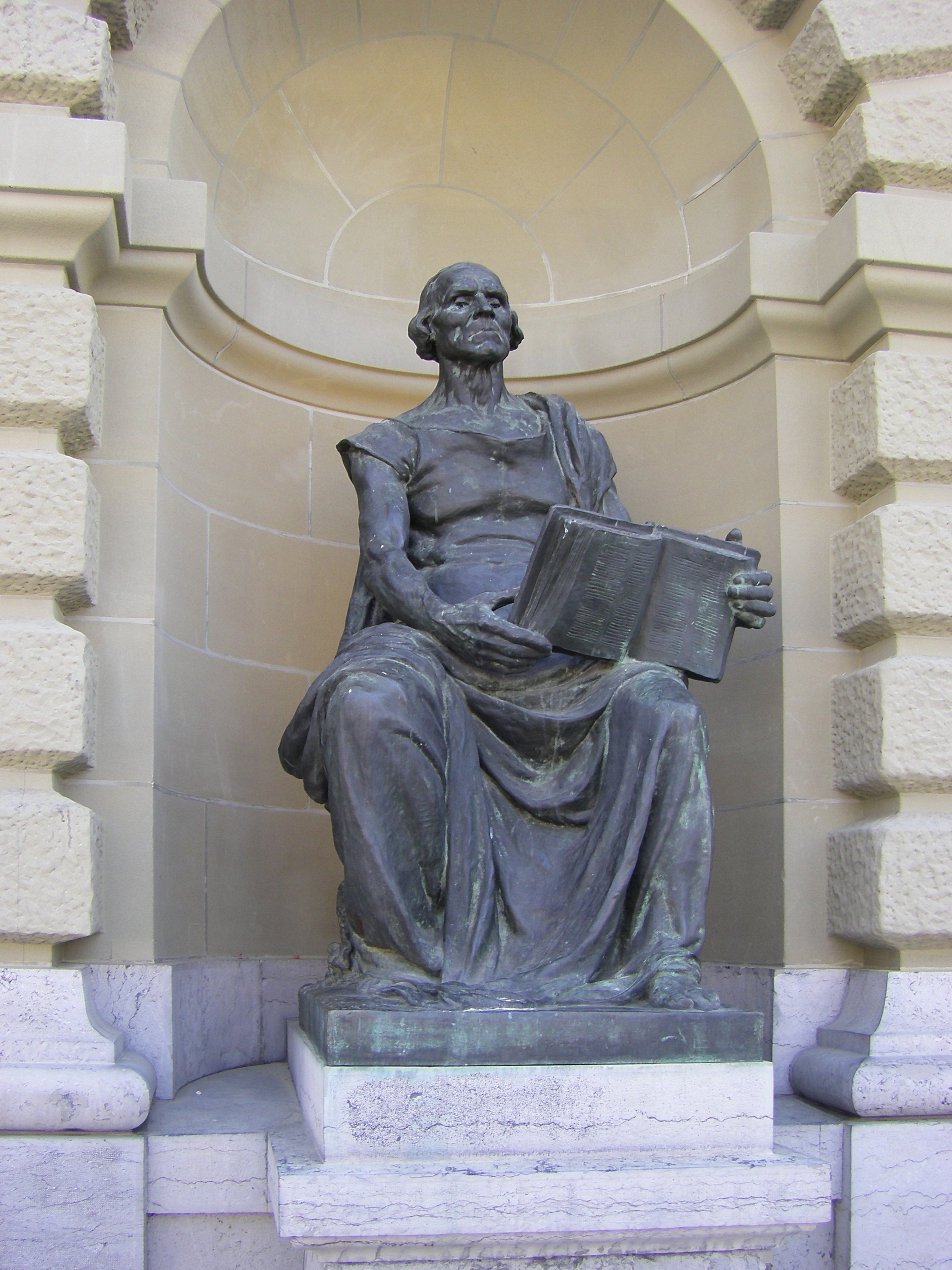
Le Chroniqueur du passé, 1901, Palais fédéral, Berne.
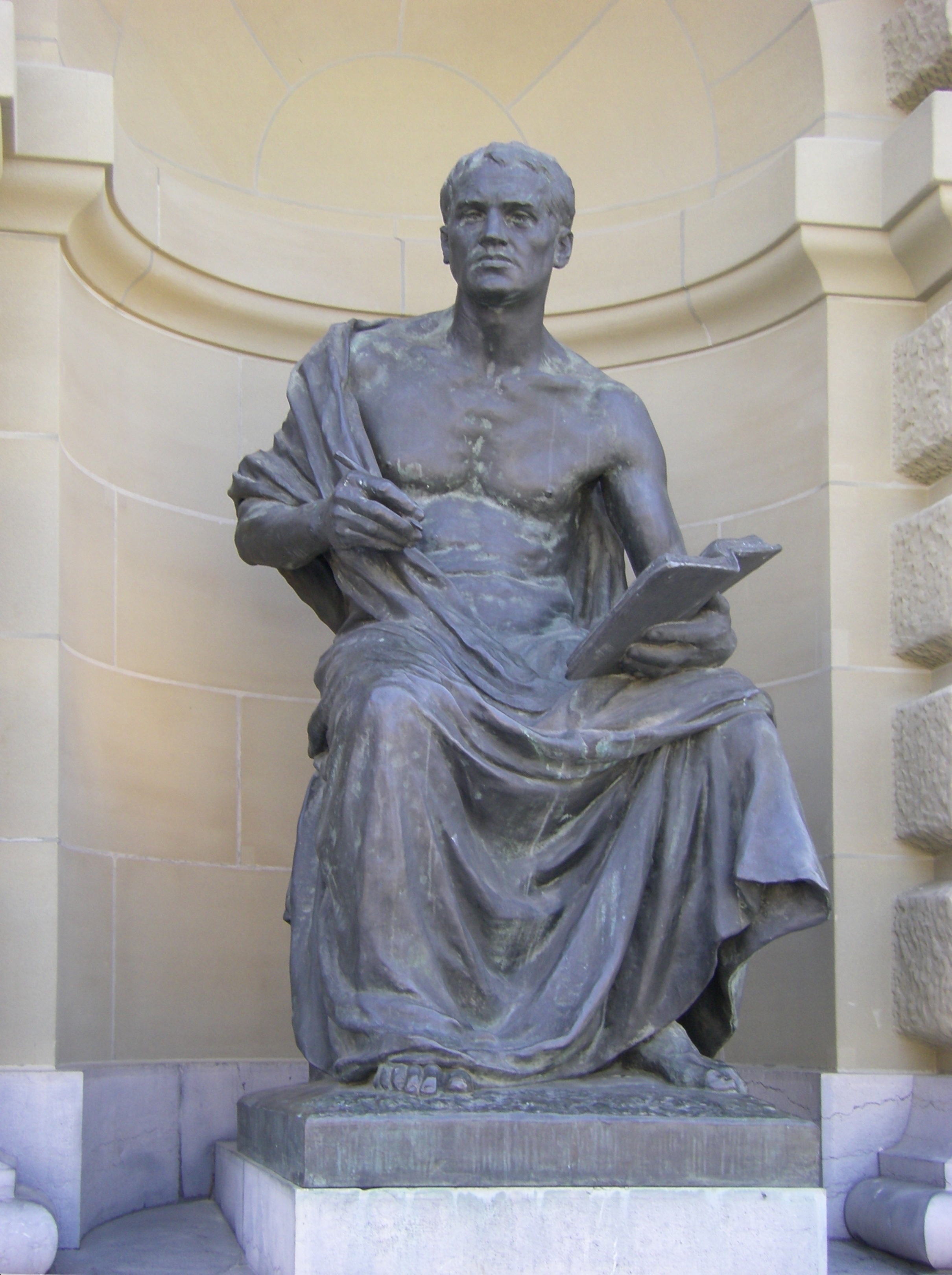
Le Chroniqueur du présent, 1901, Palais fédéral, Berne.
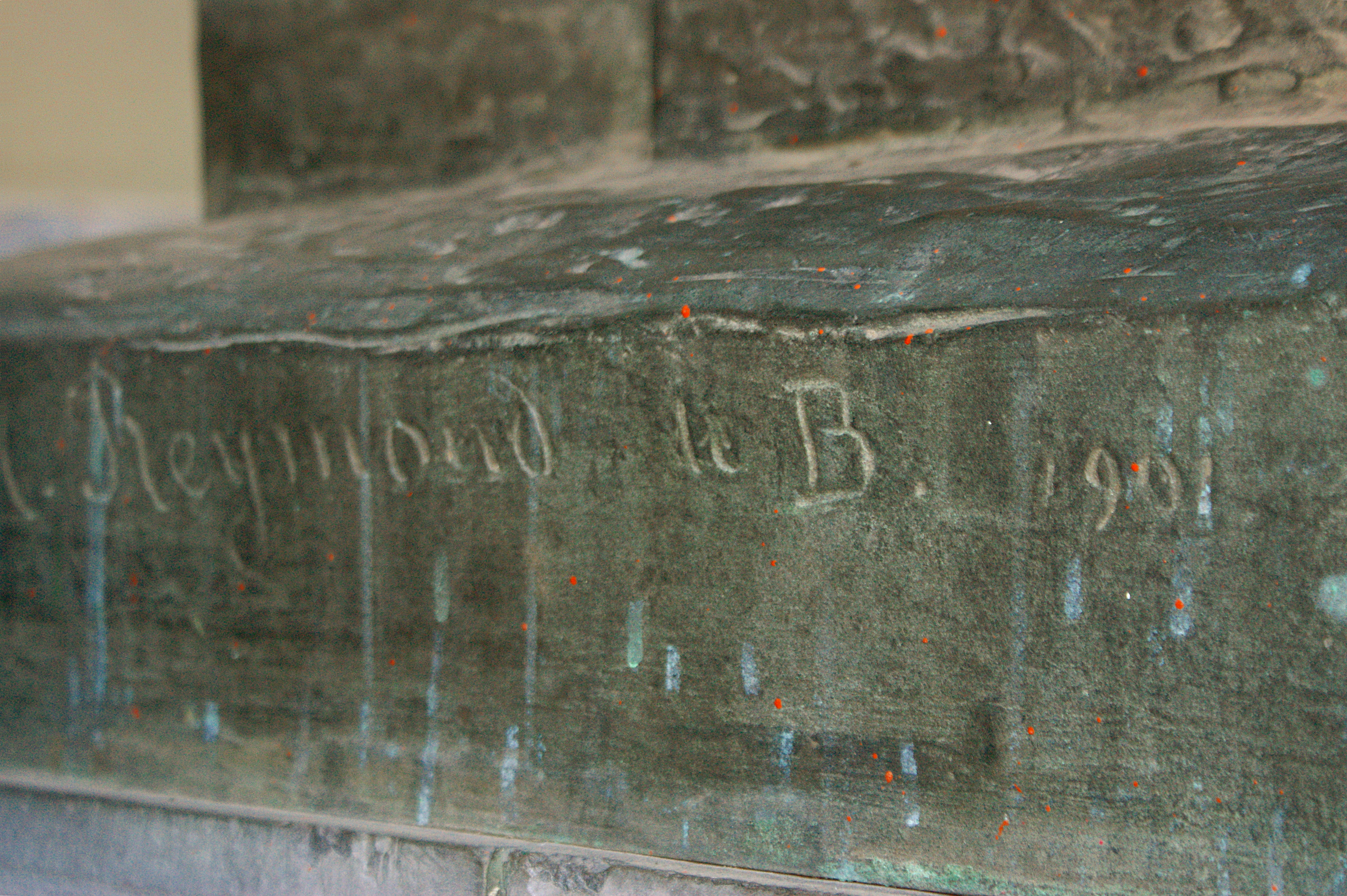
Signature du sculpteur sur Le Chroniqueur du présent.
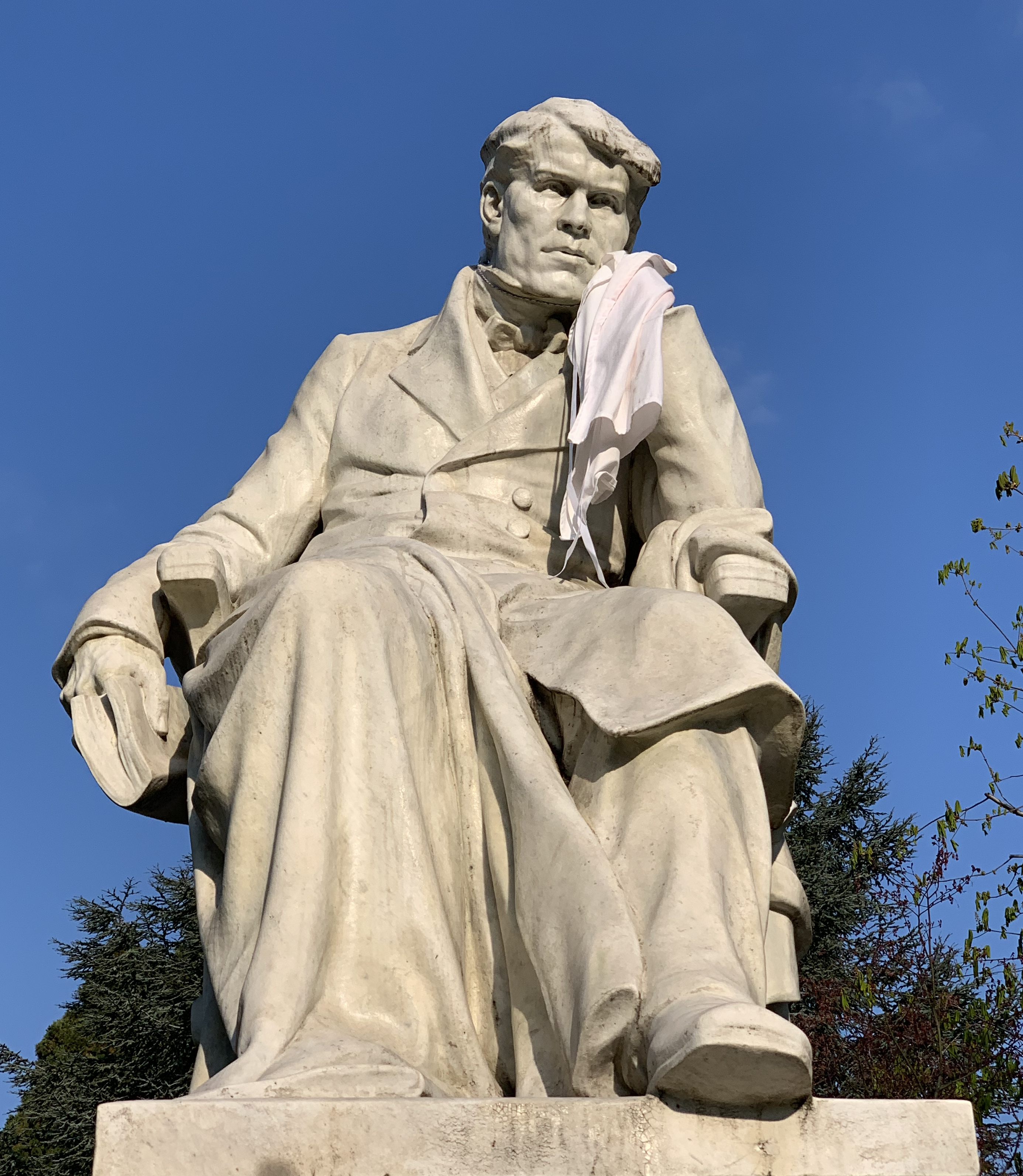
Statue d'Alexandre Vinet, 1900, Lausanne.
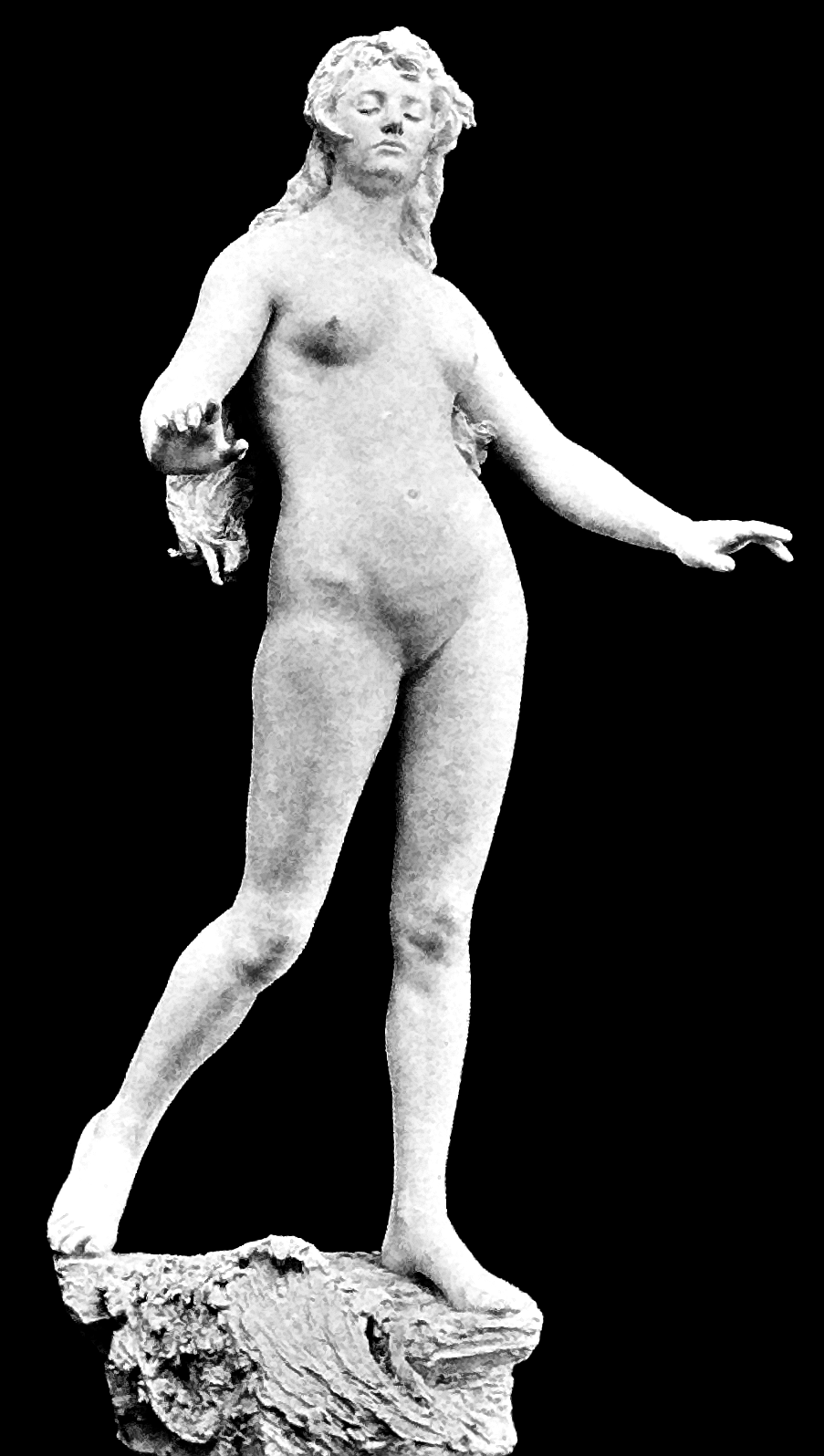
Le Calme, 1888.
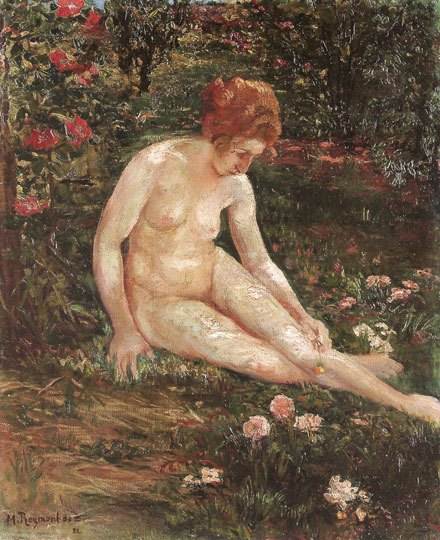
Nue assise dans les fleurs, huile sur toile, 1922.